# Adolfo Ruiz Cortines, Tabasco
Adolfo Ruiz Cortines är en ort i Mexiko.   Den ligger i kommunen Cunduacán och delstaten Tabasco, i den sydöstra delen av landet, 600 km öster om huvudstaden Mexico City. Adolfo Ruiz Cortines ligger 14 meter över havet och antalet invånare är 503.
Terrängen runt Adolfo Ruiz Cortines är mycket platt. Runt Adolfo Ruiz Cortines är det tätbefolkat, med 411 invånare per kvadratkilometer. Närmaste större samhälle är Cunduacán, 2,9 km norr om Adolfo Ruiz Cortines. Omgivningarna runt Adolfo Ruiz Cortines är en mosaik av jordbruksmark och naturlig växtlighet.